# Clickthrough rate (CTR)
Clickthrough rate (CTR) (dansk, klikrate) er en måling af effektiviteten af en online annonce eller en søgeordsrelateret resultatside i søgemaskiner. CTR angiver procentdelen af brugere, der klikker på en annonce eller et resultat, når de ser det.
Inden for SEO er CTR en vigtig faktor, da det påvirker rangeringen af en side i søgeresultaterne. Høje CTR'er antyder, at en side giver relevant indhold til brugerne, hvilket kan føre til en forbedring af dens placering i søgeresultaterne.
Inden for annoncering er CTR en måde at måle, hvor effektive annoncer er til at fange opmærksomheden og opfordre brugerne til at klikke på dem. Jo højere CTR, desto bedre er annoncens præstation, og desto større er sandsynligheden for, at den vil blive set af målgruppen.
Klikrater for bannerreklamer er faldet over tid. Da man begyndte med bannerreklamer i midt 1990'erne var det ikke ualmindeligt med rater på over fem procent. Dette tal er siden faldet og lå i 2010 tættere på 0,2 til 0,3 percent.
 Der er for få eller ingen kildehenvisninger i denne artikel, hvilket er et problem. Du kan hjælpe ved at angive troværdige kilder til de påstande, som fremføres i artiklen.